# 阿羅黑德湖 (喬治亞州)
阿羅黑德湖（英語：Lake Arrowhead）是位於美國喬治亞州切羅基縣的一個非建制地區。該地的面積和人口皆未知。

## 地理
阿羅黑德湖的座標為34°17′22″N 84°35′27″W / 34.28944°N 84.59083°W，而該地的平均海拔高度為305米（即1001英尺）。